# Pirineț, Tărgoviște
Pirineț (în bulgară Пиринец) este un sat în comuna Antonovo, regiunea Tărgoviște,  Bulgaria. 

## Demografie
Componența etnică a satului Pirineț
     Turci (28,57%)
     Bulgari (64,28%)
     Nicio identificare (7,14%)
     Altele (0%)
La recensământul din 2011, populația satului Pirineț era de 14 locuitori. Din punct de vedere etnic, majoritatea locuitorilor (64,28%) erau bulgari, cu o minoritate de turci (28,57%). Pentru 7,14% din locuitori nu este cunoscută apartenența etnică.